# Hesperiinae
Sous-famille
Les Hesperiinae sont une sous-famille de lépidoptères (papillons) de la famille des Hesperiidae. En français, on les appelle entre autres des hespéries.

## Étymologie
Le nom de cette sous-famille dérive de celui du genre Hesperia, créé par Johan Christian Fabricius en 1793 en référence aux Hespérides, nymphes de la mythologie grecque.

## Liste des genres

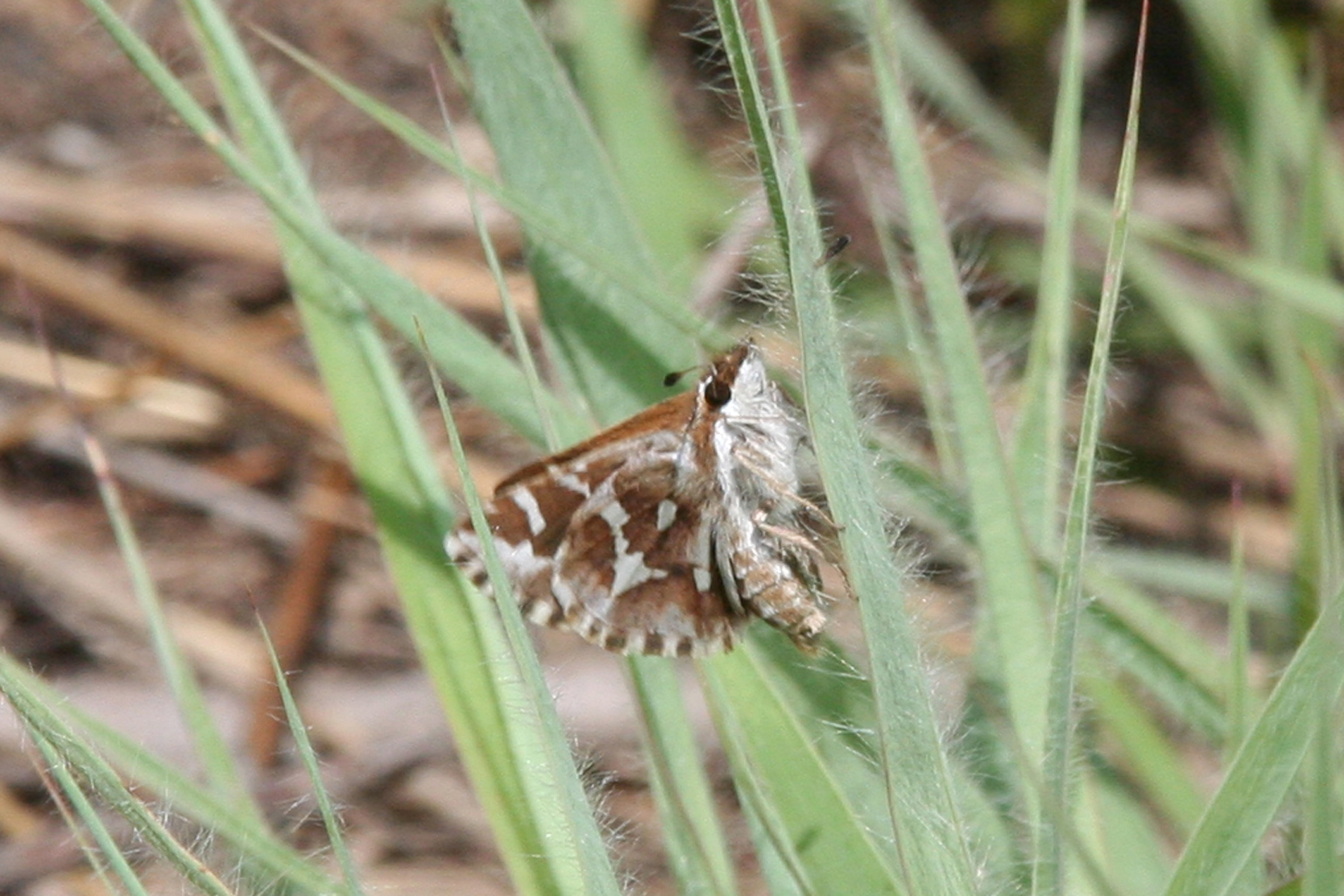
Kedestes barberae

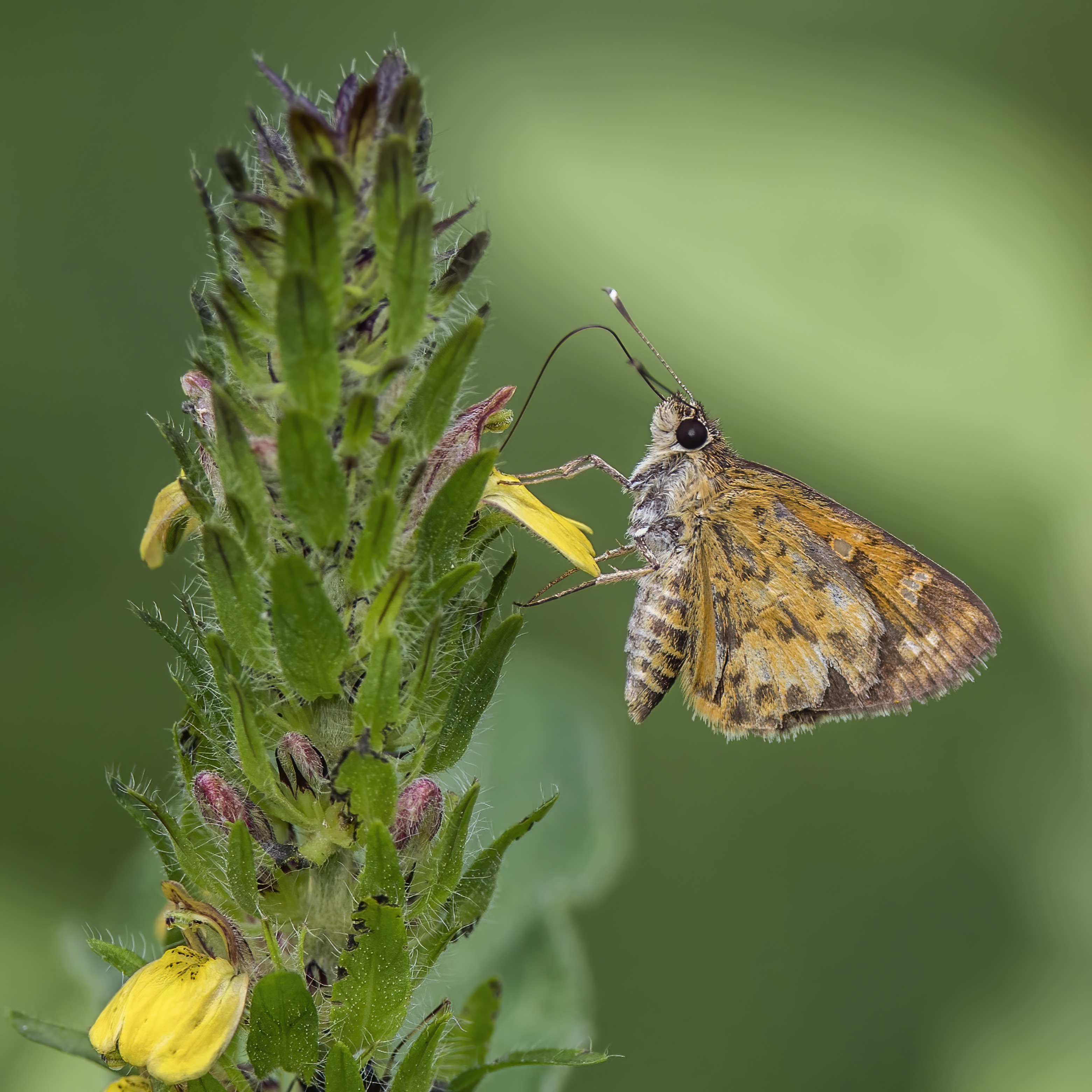
Pardaleodes edipus, des pardaleodes, des ceratrichiini, des hesperiinae, vers Aburi au Ghana. Octobre 2021.

| - Acada Evans, 1937. - Acerbas de Nicéville, 1895. - Acleros Mabille, 1886. - Actinor Watson, 1893. - Adlerodea Hayward, 1940. - Adopaeoides Godman, 1900. - Aeromachus de Nicéville, 1890. - Aides Billberg, 1820. - Alera Mabille, 1891. - Amblyscirtes Scudder, 1872. - Ampittia Moore, 1882. - Anatrytone Dyar, 1905. - Ancistroides Butler, 1874. - Ancyloxypha Felder, 1862. - Andronymus Holland, 1896. - Ankola Evans, 1937. - Anthoptus Bell, 1942. - Apaustus Hübner, 1819. - Appia Evans, 1955. - Argon Evans, 1955. - Arita Evans, 1955. - Arnetta Watson, 1893. - Aroma Evans, 1955. - Arrhenes Evans, 1934. - Artines Godman, 1901. - Artitropa Holland, 1896. - Asbolis Mabille, 1904. - Astictopterus C et R. Felder, 1860. - Atalopedes Scudder, 1872. - Atrytone Scudder, 1872. - Atrytonopsis Godman, 1900. - Banta Evans, 1949. - Baoris Moore, 1881. - Baracus Moore, 1881. - Borbo Evans, 1949. - Bruna Evans, 1955. - Brusa Evans, 1937. - Buzyges Godman, 1900. - Caenides Holland, 1896. - Caligulana Bell, 1942. - Callimormus Scudder, 1872. - Calpodes Hübner, 1819. - Caltoris Swinhoe, 1893. - Cantha Evans, 1955. - Carystina Evans, 1955. - Carystoides Godman, 1901. - Carystus Hübner, 1819. - Cephrenes Waterhouse et Lyell, 1914. - Ceratrichia Butler, 1869. - Chalcone Evans, 1955. - Chloeria Mabille, 1904. - Chondrolepis Mabille, 1904. - Choranthus Scudder, 1872. - Cobaloides Hayward, 1938. - Cobalopsis Godman, 1900. - Cobalus Hübner, 1819. - Conga Evans, 1955. - Copaeodes Speyer, 1877. - Corticea Evans, 1955. - Cravera de Jong, 1983. - Creteus de Nicéville, 1895. - Cumbre Evans, 1955. - Cupitha Moore, 1884. - Cyclosma Draudt, 1923. - Cymaenes Scudder, 1872. - Cynea Evans, 1955. - Damas Godman, 1901. - Decinea Evans, 1955. - Dion Godman, 1901. - Dubiella Evans, 1936. - Ebusus Evans, 1955. - Eetion de Nicéville, 1895. - Enosis Mabille, 1889. - Eogenes Mabille, 1909. - Eprius Godman, 1901. - Erionota Mabille, 1878. - Euphyes Scudder, 1872. - Eutocus Godman, 1901. - Eutychide Godman, 1900. - Evansiella Hayward, 1948. - Falga Mabille, 1897. - Flaccilla Godman, 1901. - Fresna Evans, 1937. - Fulda Evans, 1937. - Gallio Evans, 1955. - Gamia Holland, 1896. - Gangara Moore, 1882. - Ge de Nicéville, 1895. - Gegenes Hübner, 1819. - Gorgyra Holland, 1896. - Gretna Evans, 1937. - Gyrogra Lindsey et Miller, 1965. - Halotus Godman, 1900. - Halpe Moore, 1878. - Hansa Evans, 1955. - Hesperia Fabricius, 1793. - Hidari Distant, 1886. - Holguinia Evans, 1955. - Hyarotis Moore, 1881. - Hylephila Billberg, 1820. - Hypoleucis Mabille, 1891. - Iambrix Watson, 1893. - Idmon de Nicéville, 1895. - Igapophilus Mielke, 1980. | - Ilma Swinhoe, 1905. - Inglorius Austin, 1997. - Isma Distant, 1886. - Isoteinon C. et R. Felder, 1862. - Iton de Nicéville, 1895. - Joanna Evans, 1955. - Justinia Evans, 1955. - Kedestes Watson, 1893. - Kobrona Evans, 1935. - Koruthaialos Watson, 1893. - Lamponia Evans, 1955. - Lento Evans, 1955. - Leona Evans, 1937. - Lerema Scudder, 1872. - Lerodea Scudder, 1872. - Levina Evans, 1955. - Libra Evans, 1955. - Librita Evans, 1955. - Lindra Evans, 1955. - Linka Evans, 1955. - Lotongus Distant, 1886. - Lucida Evans, 1955. - Ludens Evans, 1955. - Lycas Godman, 1901. - Lychnuchoides Godman, 1901. - Lychnuchus Hübner, 1827-1831. - Malaza Mabille, 1904. - Matapa Moore, 1881. - Megaleas Godman, 1901. - Melphina Evans, 1937. - Methion Godman, 1900. - Methionopsis Godman, 1901. - Metron Godman, 1900. - Meza Hemming, 1939. - Miltomiges Mabille, 1903. - Mimene Joicey et Talbot, 1917. - Miraja Evans, 1937. - Misius Evans, 1955. - Mnaseas Godman, 1901. - Mnasicles Godman, 1901. - Mnasilus Godman, 1900. - Mnasinous Godman, 1900. - Mnasitheus Godman, 1900. - Mnestheus Godman, 1901. - Moeris Godman, 1900. - Moeros Evans, 1955. - Molla Evans, 1955. - Molo Godman, 1900. - Moltena Evans, 1937. - Monca Evans, 1955. - Monza Evans, 1937. - Mopala Evans, 1937. - Morys Godman, 1900. - Mucia Godman, 1900. - Naevolus Hemming, 1939. - Nastra Evans, 1955. - Neoxeniades Hayward, 1938. - Niconiades Hübner, 1821. - Notocrypta de Nicéville, 1889. - Nyctelius Hayward, 1948. - Nyctus Mabille, 1891. - Oarisma Scudder, 1872. - Ochlodes Scudder, 1872. - Ochus de Nicéville, 1894. - Ocybadistes Heron, 1894. - Oeonus Godman, 1900. - Oerane Elwes et Edwards, 1897. - Oligoria Scudder, 1872. - Onespa Steinhauser, 1974. - Onophas Godman, 1900. - Onryza Watson, 1893. - Oriens Evans, 1932. - Orphe Godman, 1901. - Orses Godman, 1901. - Orthos Evans, 1955. - Osmodes Holland, 1892. - Osphantes Holland, 1896. - Oxynthes Godman, 1900. - Pamba Evans, 1955. - Panca Evans, 1955. - Panoquina Hemming, 1934. - Papias Godman, 1900. - Paracarystys Godman, 1900. - Parachoranthus Miller, 1966. - Paracleros Berger, 1978. - Paratrytone Godman, 1900. - Pardaleodes Butler, 1870. - Parnara Moore, 1881. - Paronymus Aurivillius, 1925. - Parosmodes Holland, 1896. - Parphorus Godman, 1900. - Pastria Evans, 1949. - Peba Mielke, 1968. - Pedesta Hemming, 1934. - Pelopidas Walker, 1870. - Pemara Eliot, 1978. - Penicula Evans, 1955. - Perichares Scudder, 1872. - Perrotia Oberthür, 1916. - Phanes Godman, 1901. - Phemiades Hübner, 1819. - Pheraeus Godman, 1900. - Phlebodes Hübner, 1819. - Pirdana Distant, 1886. | - Pithauria Moore, 1879. - Plastingia Butler, 1870. - Platylesches Holland, 1896. - Ploetzia Saalmüller, 1884. - Poanes Scudder, 1872. - Polites Scudder, 1872. - Polytremis Mabille, 1904. - Pompeius Evans, 1955. - Potanthus Scudder, 1872. - Prada Evans, 1949. - Praescobura Devyatkin, 2002. - Problema Skinner et Williams, 1924. - Propertius Evans, 1955. - Prosopalpus Holland, 1896. - Prusiana Evans, 1937. - Pseudoborbo Lee, 1966. - Pseudocopaeodes Skinner et Williams, 1923. - Pseudokerana Eliot, 1978. - Pseudosarbia Berg, 1897. - Psolos Staudinger, 1889. - Psoralis Mabille, 1904. - Pteroteinon Watson, 1893. - Pudicitia de Nicéville, 1895. - Punta Evans, 1955. - Pyroneura Eliot, 1978. - Pyrrhocalles Mabille, 1904. - Pyrrhopygopsis Godman, 1901. - Quasimellana Burns, 1994. - Quedara Swinhoe, 1919. - Quinta Evans, 1955. - Racta Evans, 1955. - Radiatus Mielke, 1968. - Remella Hemming, 1939. - Repens Evans, 1955. - Rhabdomantis Holland, 1896. - Rhinthon Godman, 1900. - Sabera Swinhoe, 1908. - Sacrator Evans, 1955. - Salanoemia Eliot, 1978. - Saliana Evans, 1955. - Saniba Mielke et Casagrande, 2003. - Saturnus Evans, 1955. - Scobura Elwes et Edwards, 1897. - Sebastonyma Watson, 1893. - Semalea Holland, 1896. - Serdis Mabille, 1904. - Sodalia Evans, 1955. - Sovia Evans, 1949. - Stimula de Nicéville, 1898. - Stinga Evans, 1955. - Styriodes Schaus, 1913. - Suada de Nicéville, 1895. - Suastus Moore, 1881. - Sucova Evans, 1955. - Suniana Evans, 1934. - Surina de Jong, 1983. - Synale Mabille, 1904. - Synapte Mabille, 1904. - Talides Hübner, 1819. - Taractrocera Butler, 1870. - Telicota Moore, 1881. - Telles Godman, 1900. - Tellona Evans, 1955. - Teniorhinus Holland, 1892. - Thargella Godman, 1900. - Thespieus Godman, 1900. - Thoon Godman, 1900. - Thoressa Swinhoe, 1913. - Thracides Hübner, 1819. - Thymelicus Hübner, 1819. - Tiacellia Evans, 1949. - Tigasis Godman, 1900. - Tirynthia Godman, 1900. - Tirynthoides Bell, 1940. - Tisias Godman, 1901. - Tromba Evans, 1955. - Turesis Godman, 1901. - Turmada Evans, 1955. - Udaspes Moore, 1881. - Unkana Distant, 1886. - Vacerra Godman, 1900. - Vehilius Godman, 1900. - Venas Evans, 1955. - Vertica Evans, 1955. - Vettius Godman, 1901. - Vidius Evans, 1955. - Vinius Godman, 1900. - Vinpeius Austin, 1997. - Virga Evans, 1955. - Wahydra Steinhauser, 1991. - Wallengrenia Berg, 1897. - Xanthodisca Aurivillius, 1925. - Xanthoneura Eliot, 1978. - Xeniades Godman, 1900. - Zalomes Bell, 1947. - Zariaspes Godman, 1900. - Zela de Nicéville, 1895. - Zenis Godman, 1900. - Zenonia Evans, 1935. - Zographetus Watson, 1893. - Zophopetes Mabille, 1904. |